# Foundation for Economic Education
Foundation for Economic Education (FEE) – pierwsza współczesna fundacja typu think tank założona w Stanach Zjednoczonych celem studiowania i promowania filozofii wolności. Misją FEE jest promocja, edukacja oraz jednoczenie wszystkich osób o poglądach wolnościowych w zakresie etyki, prawa i ekonomii.
Organizacja od 1946 roku wydaje magazyn „The Freeman”, promujący idee wolnościowe, antykolektywistyczne, antyinterwencjonistyczne oraz sprzeciwiające się państwu opiekuńczemu. Na łamach magazynu pisało wielu znanych ekonomistów, między innymi takich jak: Milton Friedman, George J. Stigler, William F. Buckley Jr., Israel Kirzner, Vernon Smith i inni.

## Historia
Fundacja została założona w 1946 roku przez Leonarda Reada, prezesa Izby Handlowej Chamber of Commerce w Los Angeles, dla którego „wolna przedsiębiorczość stała się niemal religią”. Pierwsze władze FEE tworzyli wspomniany Read (dyrektor), David M. Goodrich (prezes zarządu) Henry Hazlitt (wicedyrektor), Fred R. Fairchild (sekretarz) oraz Claude Robinson (skarbnik).